# Лифляндка (Самарская область)
Лифляндка (эст. - Alaküla) — деревня в Кошкинском районе Самарской области России.  Образованная переселенцами из Эстляндской и Лифляндской губерний. Входит в состав сельского поселения Нижняя Быковка.
До 1919 г. находилась в составе Петропавловской волости, Самарского уезда, Самарской губернии. Затем переходила в состав Мало-Чесноковской волости, Самарского уезда и Кошкинской волости, Мелекесского уезда, Самарской губернии. В дальнейшем до 1991 г. находилась в Кошкинском районе, Куйбышевской области. С 1991 г. Куйбышевская область переименована в Самарскую область.

## История
Образована в 1980-1981 гг. в составе Петропавловской волости, Самарского уезда Самарской Губернии во время активного переселения эстонцев из Эстляндской и Лифляндской губернии после отмены там крепостного права..
В Самарской губернии располагалось три эстонские деревни Лифляндка, две в Новоузенском уезде (сегодня исчезли) и одна в Самарском уезде. Деревни Эстонка и Балтийка располагались как в Краснокутской волости, Новоузенском уезда, так и в Петропавловской волости, Самарского уезда (Позже Мелекесского).
В 1919 Мало-Чесноковская волость выделилась из состава Петропавловской волости в составе 14 населенных пунктов. С этого момента Лифляндка в составе Мало-Чесноковской волости  В 1923 г. упразднена, вошла в состав Петропавловской волости, Самарского уезда.
В 1928 году Лифляндка, Средняя Быковка, Сред. правая Чесноковка, Балтийка и Левая Шабаловка числятся в Кошкинской волости, Мелекесского уезда, Самарской губернии.
В 1928 году Мелекесский уезд был упразднён, а из его территории были образованы 6 районов: Кошкинский, Мелекесский, Николо-Черемшанский, Ново-Малыклинский, Старо-Майнский, Чердаклинский и вошли в состав Ульяновского округа Средне-Волжской области.
До 1991 г. Лифляндка располагается в Кошкинском районе, Куйбышевской области. С 1991 г. Куйбышевская область переименована в Самарскую область.

## География
Деревня находится в северной части Самарской области, в лесостепной зоне, на правом берегу реки Чесноковки, на расстоянии примерно 10 километров (по прямой) к юго-востоку от села Кошки, административного центра района. Абсолютная высота — 96 метров над уровнем моря.
Климат
Климат характеризуется как умеренно континентальный, с холодной малоснежной зимой и жарким сухим летом. Среднегодовая температура воздуха — 3,4 °С. Средняя температура воздуха самого тёплого месяца (июля) — 19,4 °C (абсолютный максимум — 42 °C); самого холодного (января) — −13 °C (абсолютный минимум — −47 °C). Среднегодовое количество атмосферных осадков составляет 498 мм, из которых 339 мм выпадает в период с апреля по октябрь. Снежный покров держится в течение 151 дня.
Часовой пояс
Деревня Лифляндка, как и вся Самарская область, находится в часовой зоне МСК+1. Смещение применяемого времени относительно UTC составляет +4:00.

## Население
| Численность населения | Численность населения | Численность населения | Численность населения |
| --------------------- | --------------------- | --------------------- | --------------------- |
| 1889                  | 1910                  | 1928                  | 2010                  |
| 119                   | 131                   | 128                   | 6                     |

Половой состав
По данным Списка населенных мест Самарской губернии в 1989 г. в деревне проживает 131 человек, из них 61 человек - мужчина.
По данным Списка населенных мест Самарской губернии в 1910 г. в деревне проживает 69 мужчин и 62 женщины мужчины составляли 53% женщины — 47%
По данным Списка населенных мест Самарской губернии в 1928 г. в деревне проживает 64 мужчин и 64 женщин.
По данным Всероссийской переписи населения 2010 года в гендерной структуре населения мужчины составляли 50 %, женщины — соответственно также 50 %.
Численность населения и национальный состав
В 1889 г. в Лифляндке проживали эстонцы (преимущественно лютеране), православные, католики в составе 119 человек из них 61 мужчина.
В 1909 г. в деревне проживает только 1 семья православного вероисповедания - 2 мужчины и 3 женщины. (Приход Покровской церкви села Малой Чесноковки)
1910 г. - в деревне 23 двора проживает 131 человек - эстонцы (лютеране).
1928 г. -  в деревне 30 крестьянских дворов, проживает 128 человек (64 мужчины и 64 женщины), из них 124 - эстонцы
Согласно результатам переписи 2002 года, в национальной структуре населения русские составляли 86 % из 7 чел.